# Ԝ
Das Ԝ (kleingeschrieben ԝ) ist ein kyrillischer Buchstabe. Er wurde direkt dem lateinischen Alphabet entnommen und sieht in allen Fällen auch genauso aus wie sein lateinisches Pendant.
Im kurdischen Alphabet war das Ԝ der letzte Buchstabe im Alphabet und stand für den labialisierten stimmhaften velaren Approximant /⁠w⁠/. Es entsprach dem W im lateinischen bzw. dem Wāw (و) im arabischen Alphabet. Da das kyrillische Alphabet nicht mehr für das Kurdische verwendet wird, ist der Buchstabe nicht mehr in Gebrauch.
Gelegentlich wird der Buchstabe außerdem in der jaghnobischen und tundrajukagirischen Sprache verwendet.

## Zeichenkodierung
Unicode enthält das Ԝ an den Codepunkten U+051C (Großbuchstabe) und U+051D (Kleinbuchstabe). Häufig wird als Ersatz für diesen Buchstaben das lateinische W verwendet.
| Standard  | Standard    | Majuskel Ԝ                 | Minuskel ԝ               |
| --------- | ----------- | -------------------------- | ------------------------ |
| Unicode   | Codepoint   | U+51C                      | U+51D                    |
| Unicode   | Name        | CYRILLIC CAPITAL LETTER WE | CYRILLIC SMALL LETTER WE |
| UTF-8     | UTF-8       | D4 9C                      | D4 9D                    |
| XML/XHTML | dezimal     | &#1308;                    | &#1309;                  |
| XML/XHTML | hexadezimal | &#x51C;                    | &#x51D;                  |